# پنجاه و دومین مراسم گلدن گلوب
پنجاه و دومین مراسم گلدن گلوب (به انگلیسی: 52th Golden Globe Awards) به افتخار بهترین فیلم و تلویزیون سال ۱۹۹۴ در ۲۱ ژانویه سال ۱۹۹۵ در لس آنجلس کالیفرنیا برگزار شد.

## برندگان و نامزدها

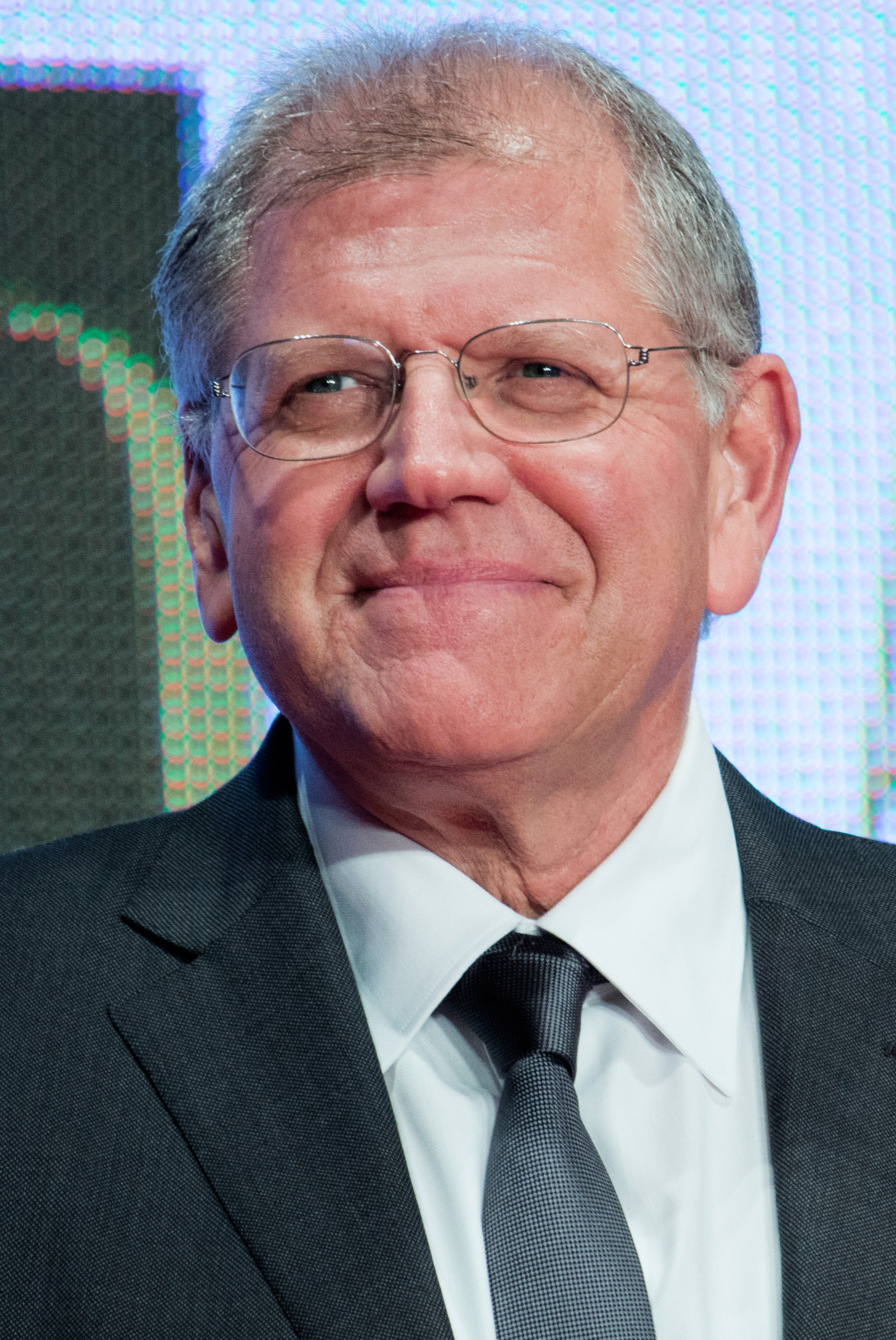
رابرت زمکیس — Best Director, winner

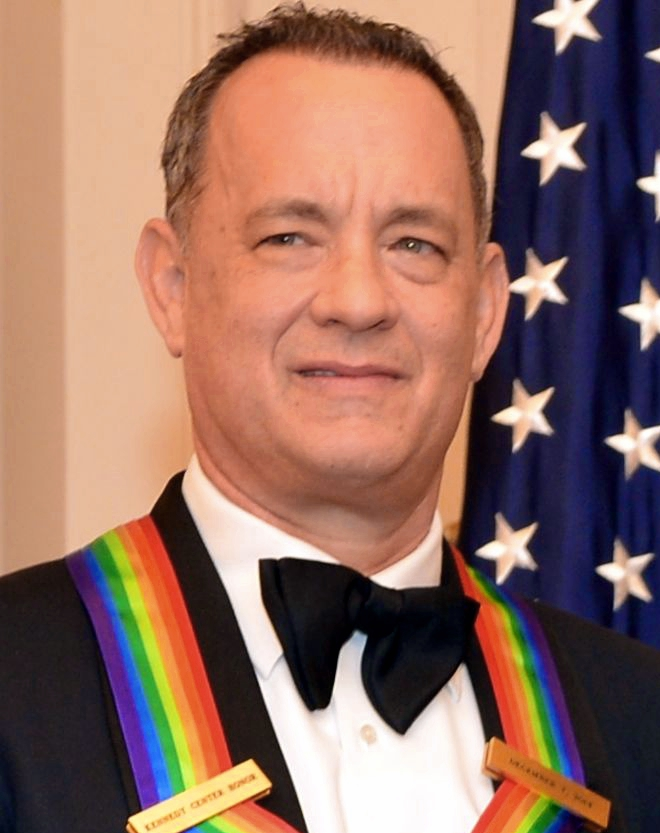
تام هنکس — Best Actor in a Motion Picture, Drama winner

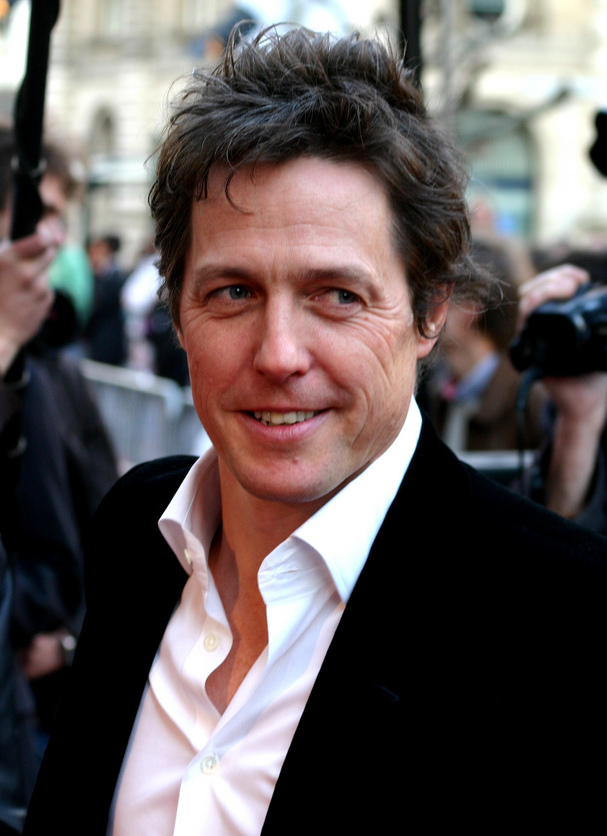
هیو گرانت — Best Actor in a Motion Picture, Musical or Comedy winner

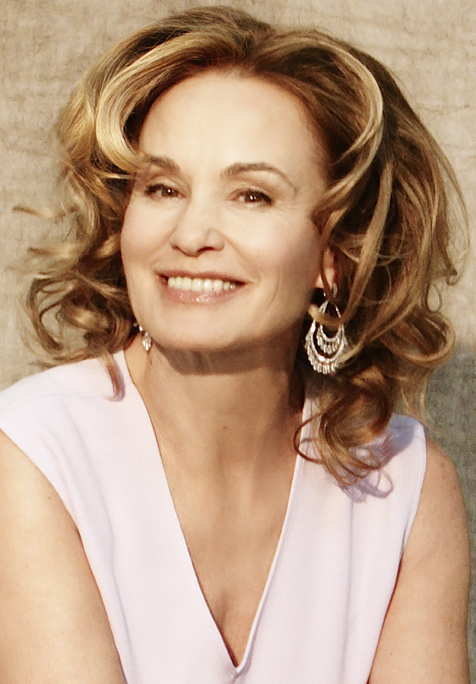
جسیکا لنگ — Best Actress in a Motion Picture, Drama winner

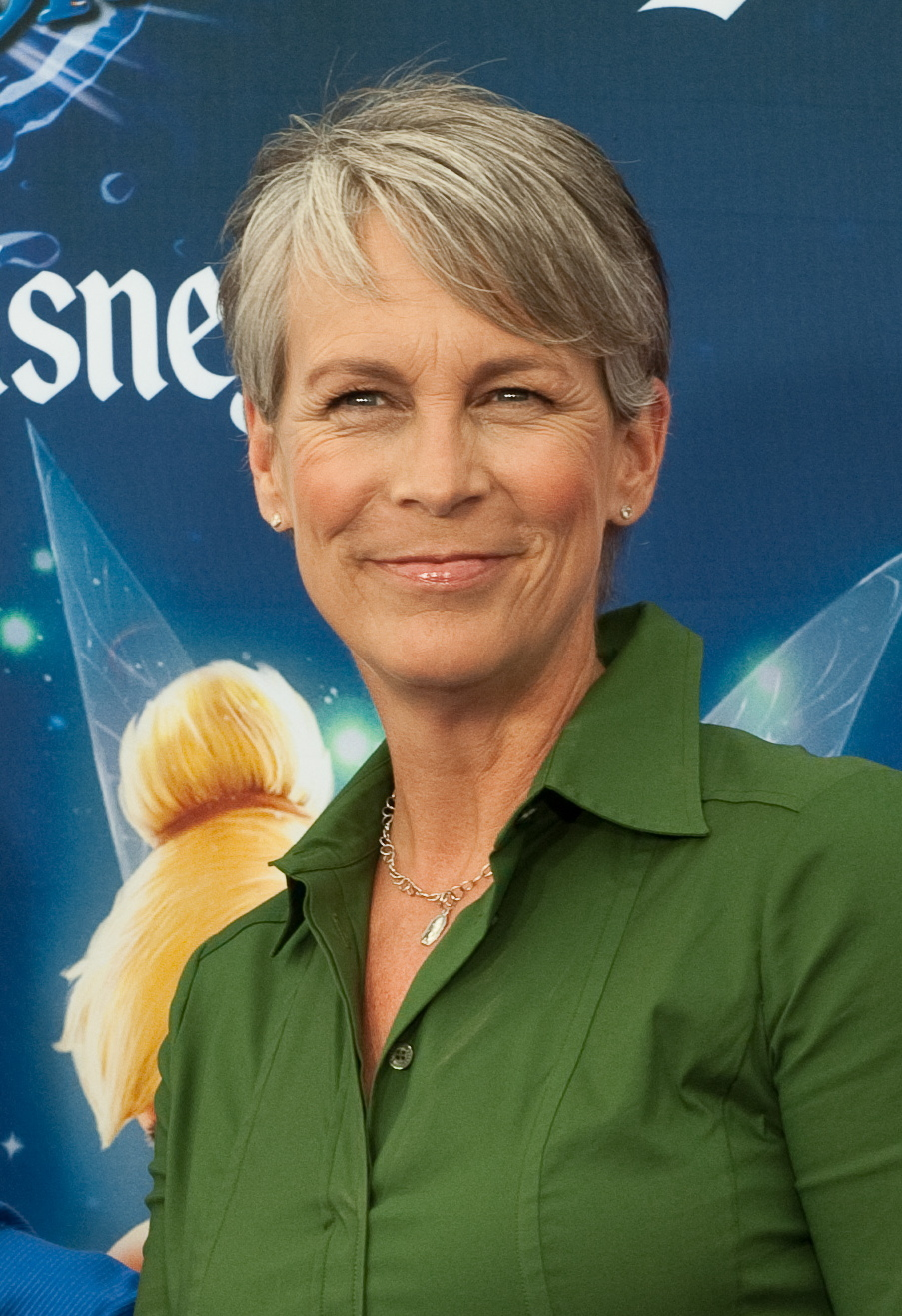
جیمی لی کرتیس — Best Actress in a Motion Picture, Musical or Comedy winner

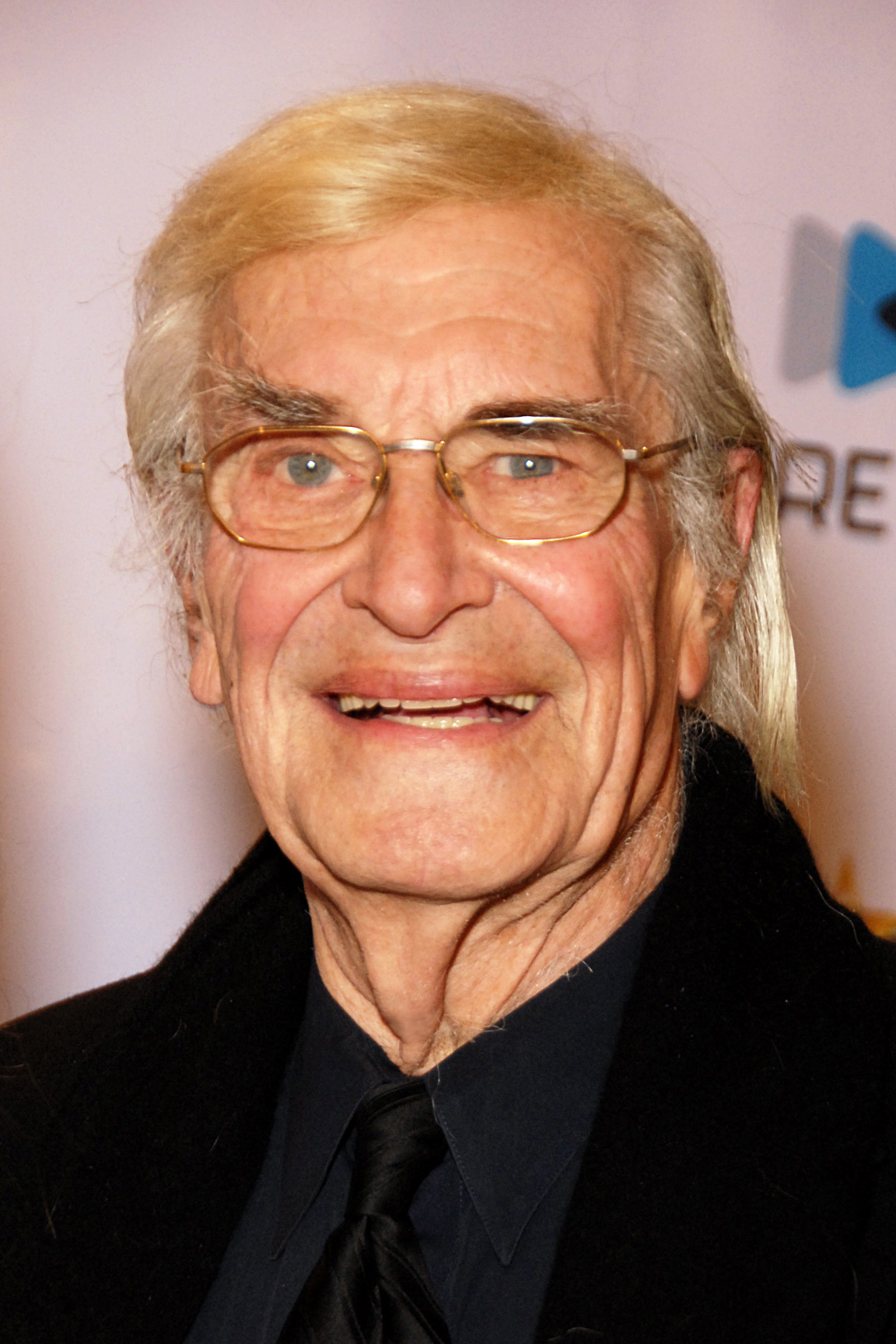
مارتین لاندو — Best Supporting Actor in a Motion Picture Drama, Musical or Comedy winner

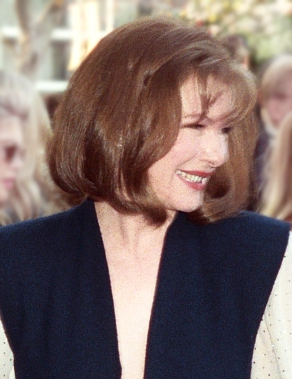
دایان ویست — Best Supporting Actress in a Motion Picture Drama, Musical or Comedy winner

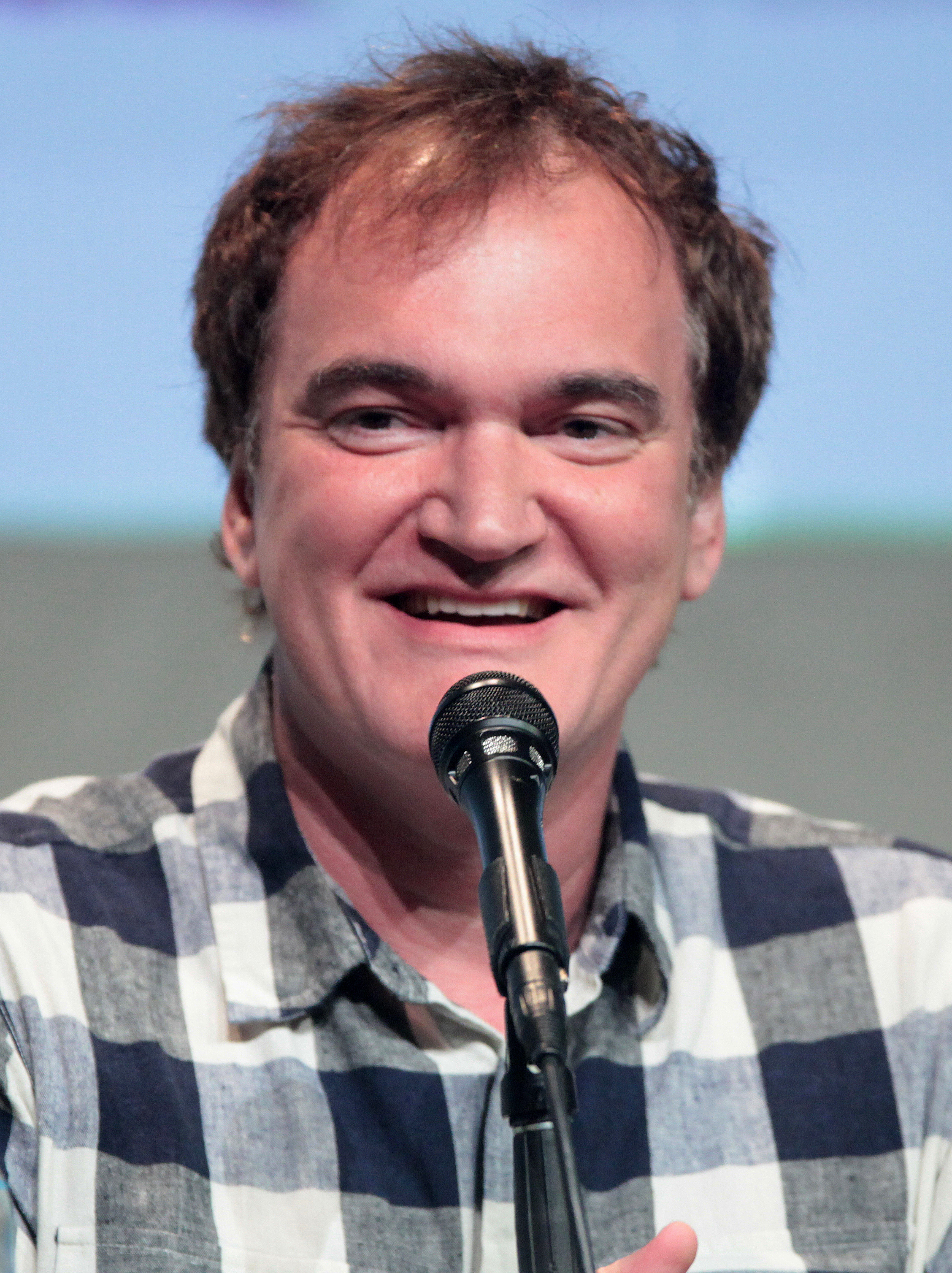
کوئنتین تارانتینو — Best Screenplay winner

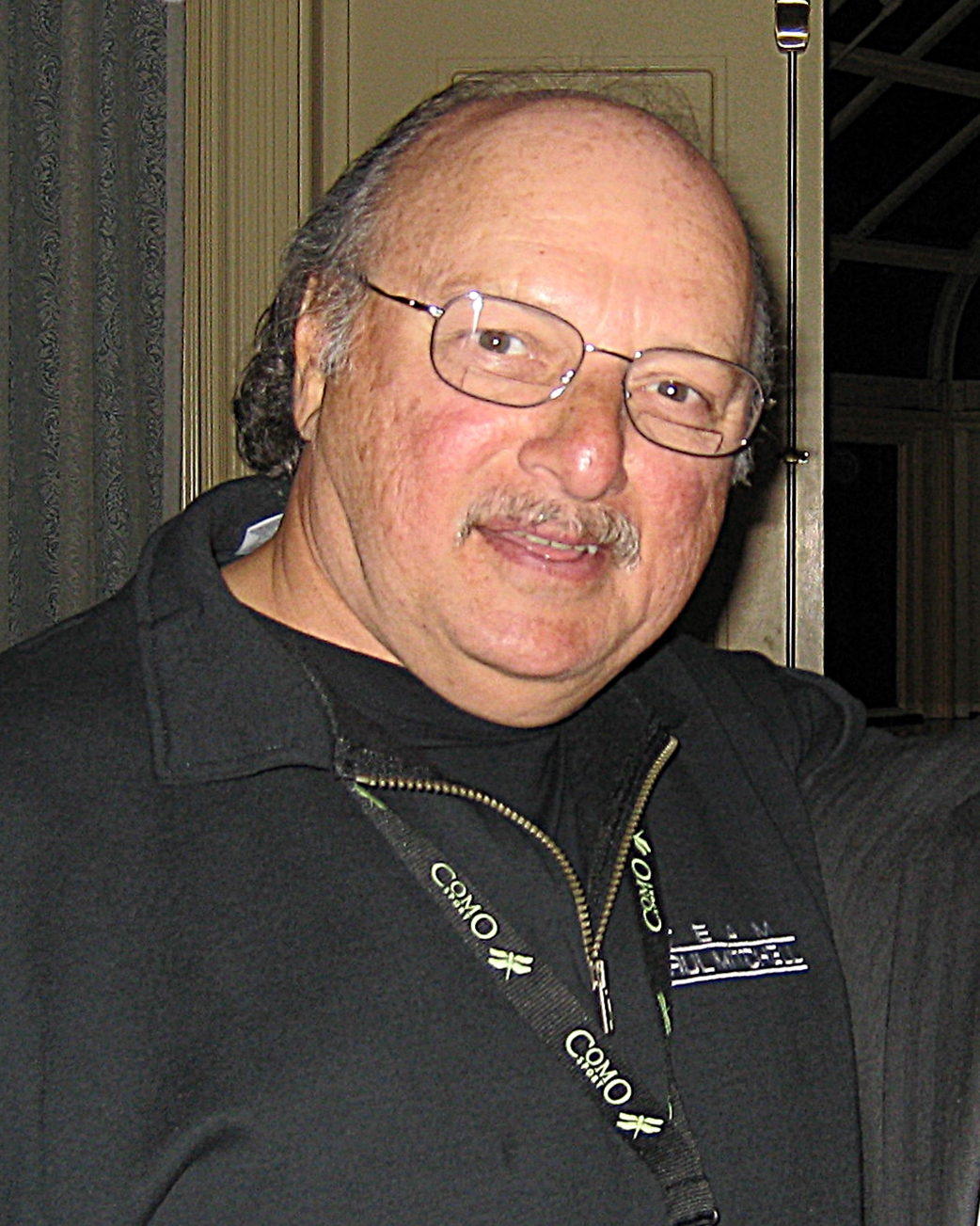
دنیس فرانز — Best Actor in a Television Series, Drama winner

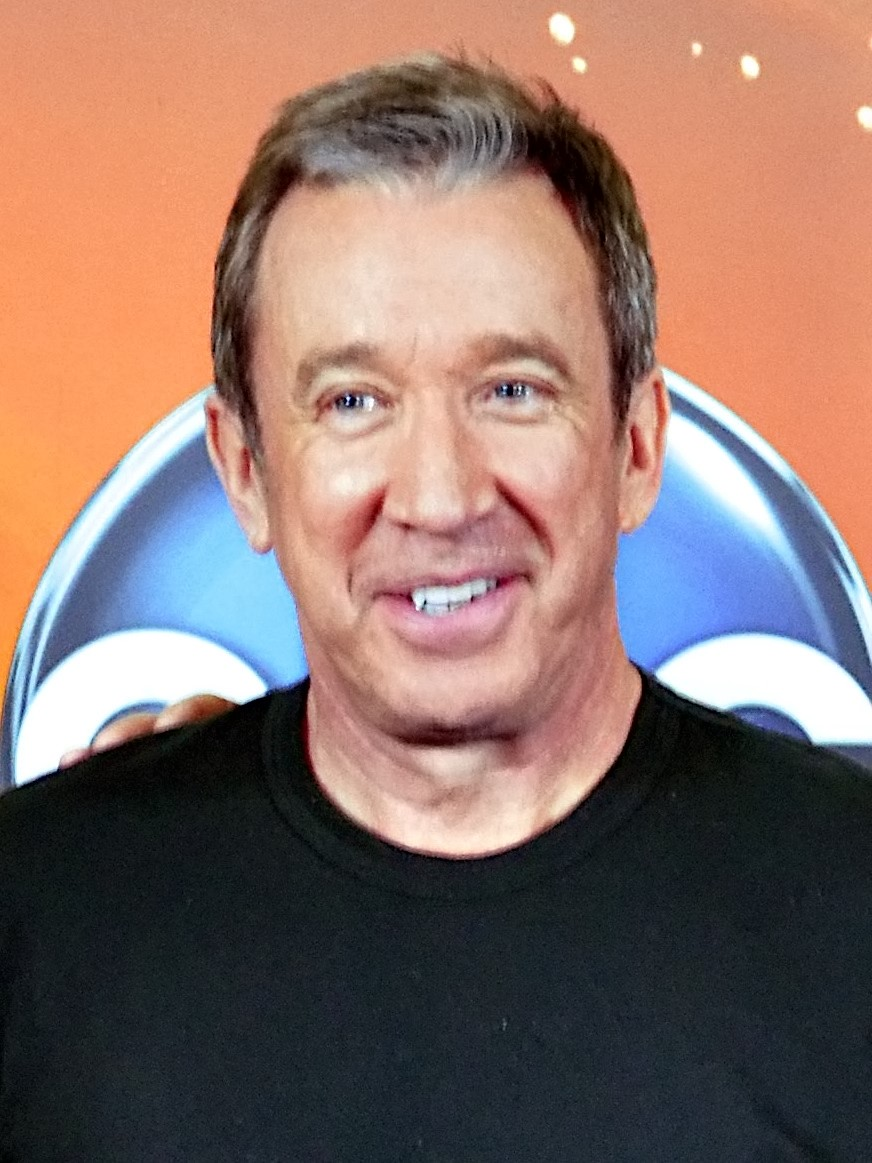
تیم آلن — Best Actor in a Television Series, Musical or Comedy winner

کلر دینز — Best Actress in a Television Series, Drama winner

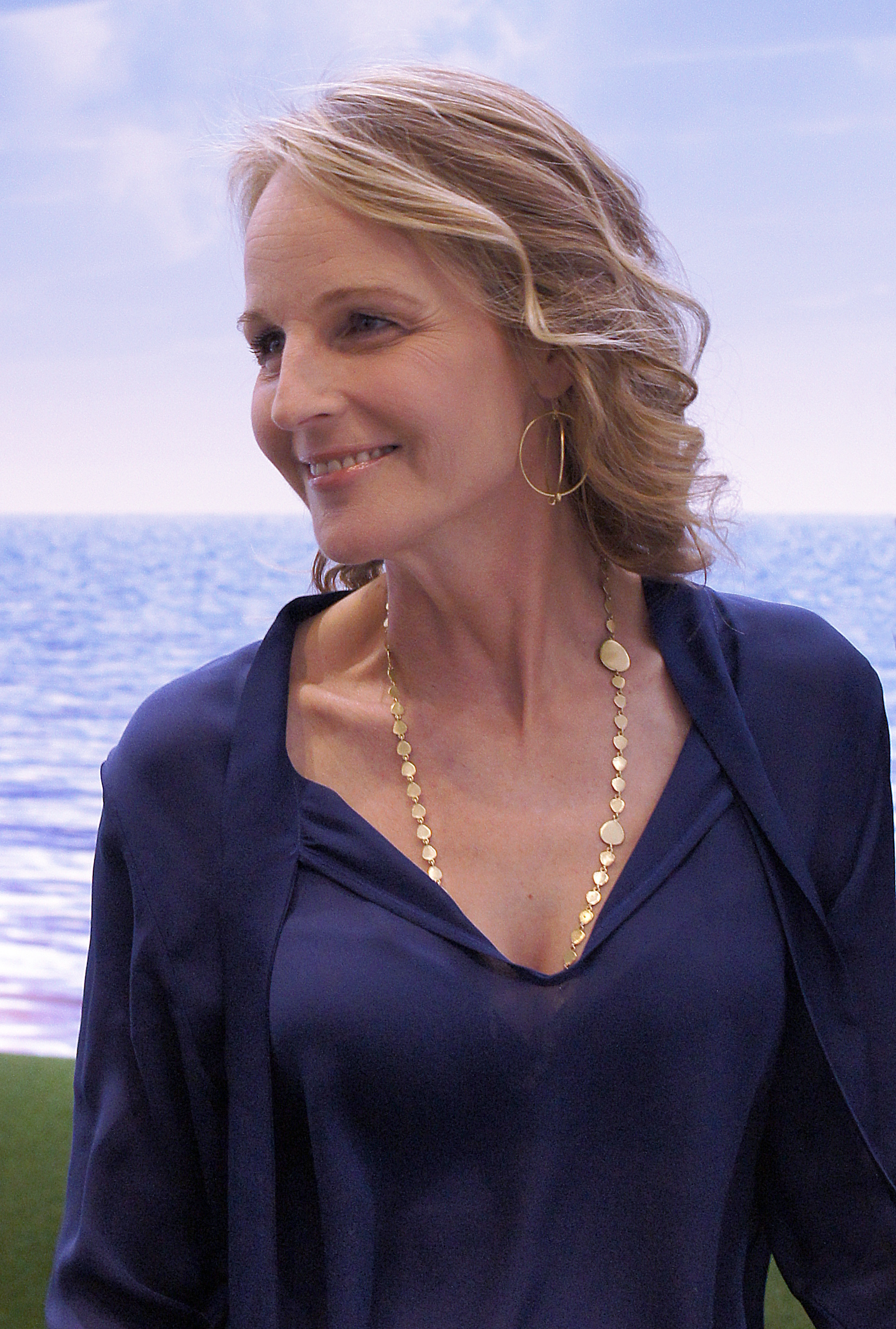
هلن هانت — Best Actress in a Television Series, Musical or Comedy winner

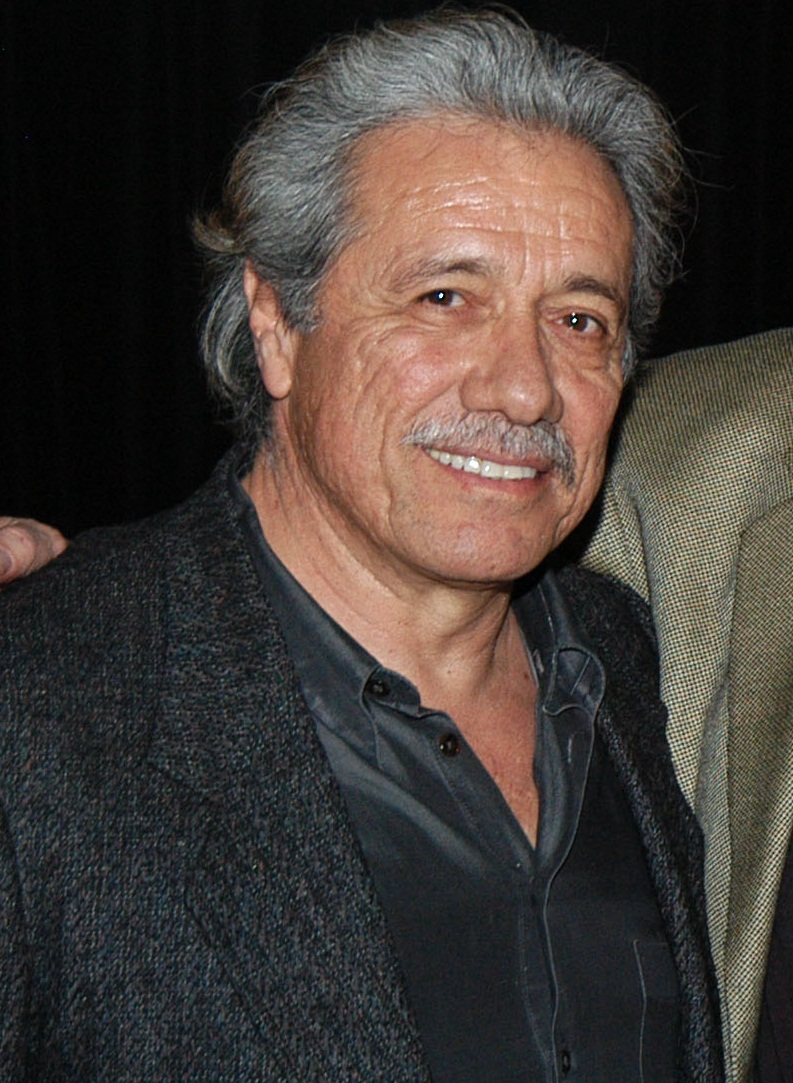
ادوارد جیمز آلموس — Best Supporting Actor in a Series, Miniseries or Motion Picture Made for Television winner

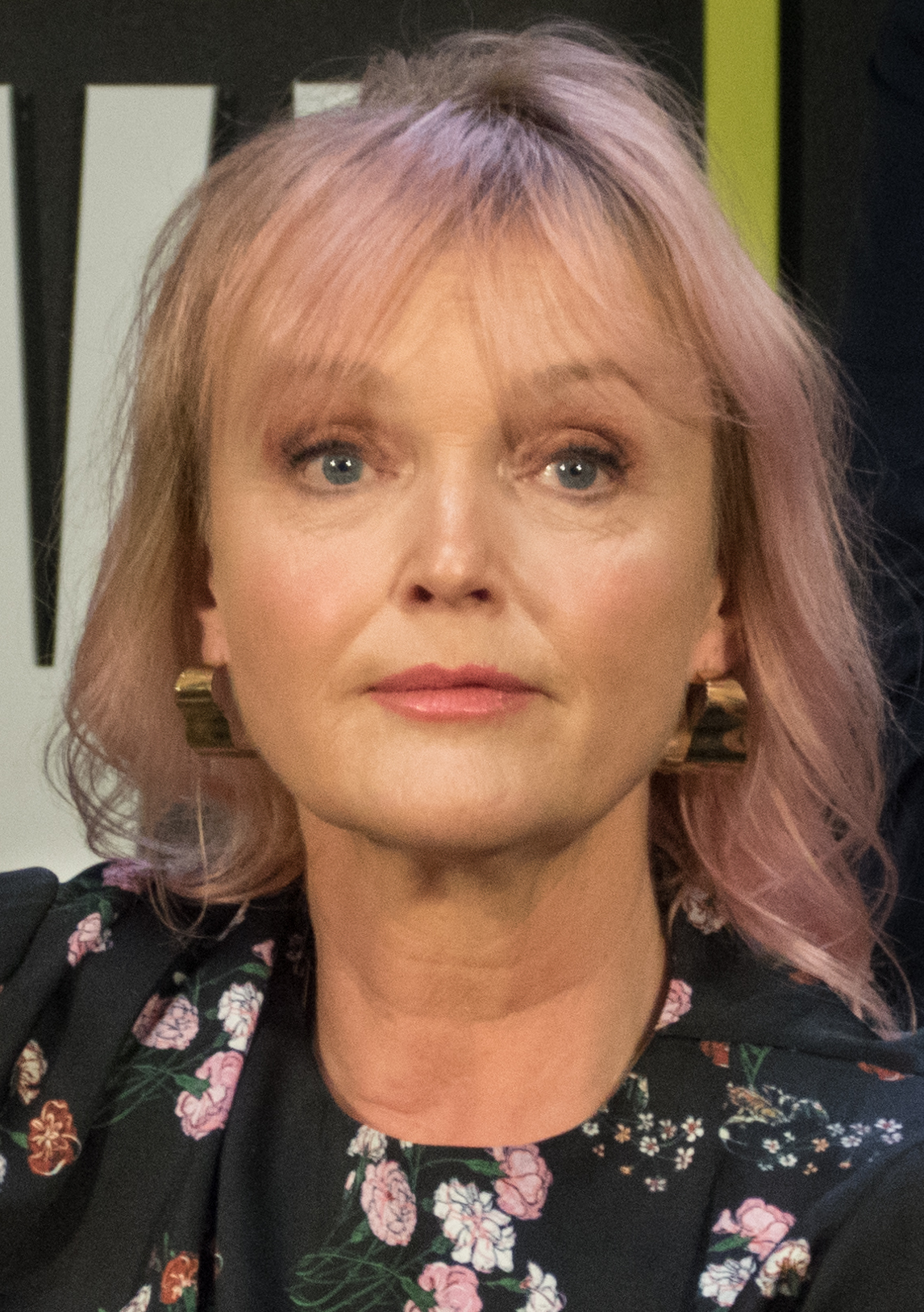
میراندا ریچاردسون — Best Supporting Actress in a Series, Miniseries or Motion Picture Made for Television winner

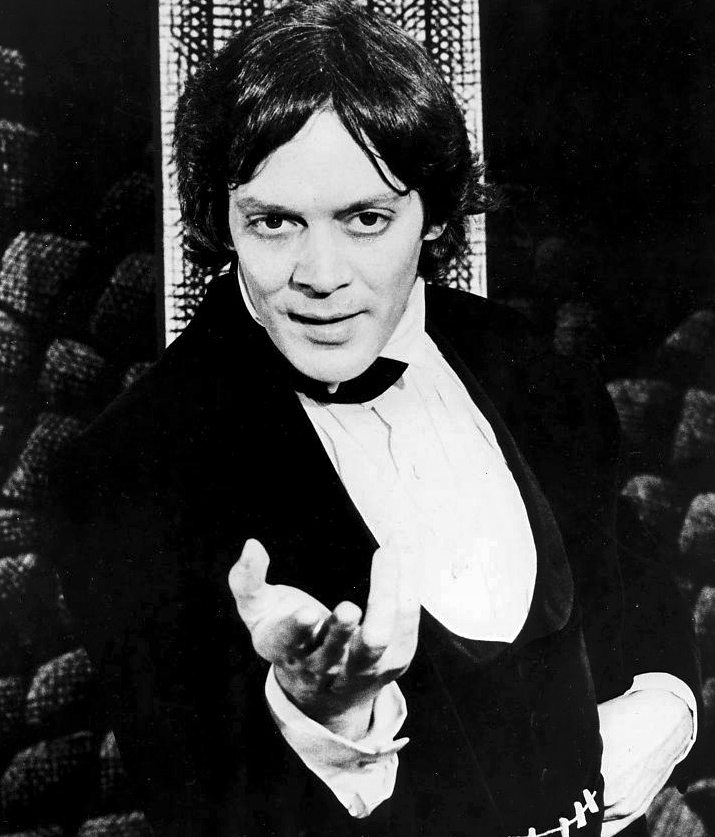
رائول خولیا — Best Actor in a Miniseries or Television Film winner

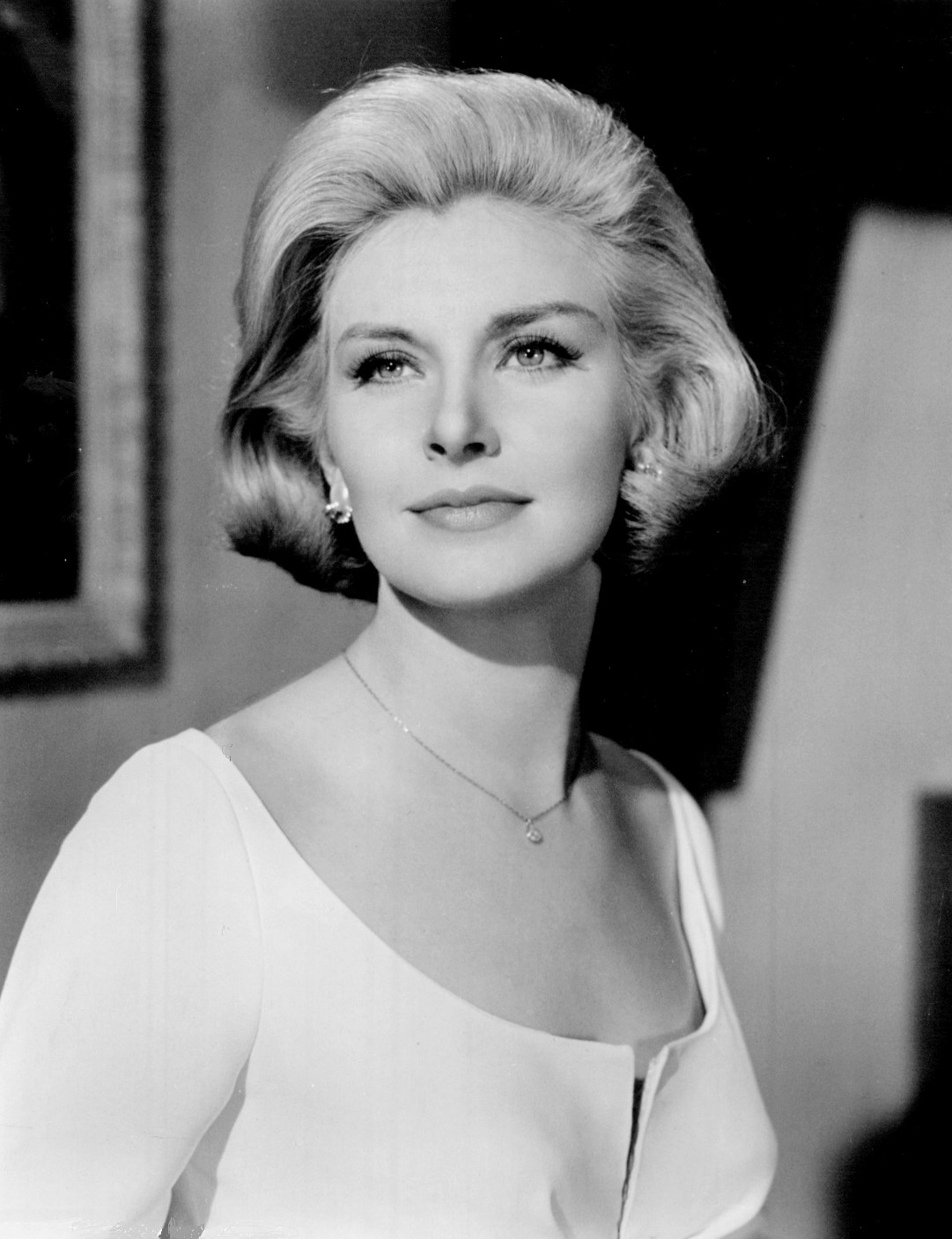
جوآن وودوارد — Best Actress in a Miniseries or Television Film winner

### فیلم سینمایی
| بهترین فیلم | بهترین فیلم |
| جایزه گلدن گلوب بهترین فیلم – درام | جایزه گلدن گلوب بهترین فیلم – موزیکال یا کمدی |
| --- | --- |
| فارست گامپ - افسانه‌های خزان - نل - داستان عامه‌پسند - مسابقه تلویزیونی | شیرشاه - ماجراهای پریسیلا، ملکه صحرا - اد وود (فیلم) - چهار عروسی و یک تشییع جنازه - آماده پوشیدن |
| بهترین اجرا در یک Motion Picture – Drama | |
| جایزه گلدن گلوب بهترین بازیگر مرد – فیلم درام | جایزه گلدن گلوب بهترین بازیگر زن – فیلم درام |
| تام هنکس – فارست گامپ - مورگان فریمن – رستگاری در شاوشنک - پل نیومن – هیچ‌کس احمق نیست (فیلم ۱۹۹۴) - برد پیت – افسانه‌های خزان - جان تراولتا – داستان عامه‌پسند                       | جسیکا لنگ – آسمان آبی (فیلم) - جنیفر جیسن لی – خانم پارکر و محفل شرور - جودی فاستر – نل - میراندا ریچاردسون – تام و ویو - مریل استریپ – رود وحشی (فیلم ۱۹۹۴) |
| بهترین اجرا در یک Motion Picture – Musical or Comedy | |
| جایزه گلدن گلوب بهترین بازیگر مرد – فیلم موزیکال یا کمدی | جایزه گلدن گلوب بهترین بازیگر زن – فیلم موزیکال یا کمدی |
| هیو گرانت – چهار عروسی و یک تشییع جنازه - جیم کری – ماسک (فیلم ۱۹۹۴) - جانی دپ – اد وود (فیلم) - آرنولد شوارتزنگر – جونیور (فیلم ۱۹۹۴) - ترنس استامپ – ماجراهای پریسیلا، ملکه صحرا | جیمی لی کرتیس – دروغ‌های حقیقی - جینا دیویس – بی‌کلام (فیلم ۱۹۹۴) - اندی مک‌داول – چهار عروسی و یک تشییع جنازه - شرلی مک‌لین – محافظت از تس - اما تامپسون – جونیور (فیلم ۱۹۹۴) |
| بهترین اجرای مکمل در یک Motion Picture – Drama, Musical or Comedy | |
| جایزه گلدن گلوب بهترین بازیگر نقش مکمل مرد | جایزه گلدن گلوب بهترین بازیگر نقش مکمل زن |
| مارتین لاندو – اد وود (فیلم) - کوین بیکن – رود وحشی (فیلم ۱۹۹۴) - ساموئل ال. جکسون – داستان عامه‌پسند - گری سینایس – فارست گامپ - جان تورتورو – مسابقه تلویزیونی                    | دایان ویست – گلوله‌ها بر فراز برادوی - کیرستن دانست – مصاحبه با خون‌آشام (فیلم) - سوفیا لورن – آماده پوشیدن - رابین رایت – فارست گامپ - اوما تورمن – داستان عامه‌پسند |
| جایزه گلدن گلوب بهترین کارگردانی | جایزه گلدن گلوب بهترین فیلم‌نامه |
| رابرت زمکیس – فارست گامپ - رابرت ردفورد – مسابقه تلویزیونی - الیور استون – قاتلین بالفطره - کوئنتین تارانتینو – داستان عامه‌پسند - ادوارد زوئیک – افسانه‌های خزان                    | داستان عامه‌پسند – کوئنتین تارانتینو - فارست گامپ – اریک راث - چهار عروسی و یک تشییع جنازه – ریچارد کرتیس - مسابقه تلویزیونی – پل آتاناسیو - رستگاری در شاوشنک – فرانک دارابونت |
| جایزه گلدن گلوب بهترین موسیقی | جایزه گلدن گلوب بهترین ترانه غیراقتباسی |
| The Lion King – هانس زیمر - Forrest Gump – آلن سیلوستری - Interview with the Vampire – الیوت گلدنتال - افسانه‌های خزان – جیمز هورنر - نل – مارک آیشام                               | "Can You Feel the Love Tonight" by التون جان – شیرشاه - "Circle of Life" by التون جان – شیرشاه - "The Color of the Night" – رنگ شب (فیلم ۱۹۹۴) - "Far Longer than Forever" – شاهدخت قو - "I'll Remember" by مدونا – با افتخار (فیلم) - "Look What Love Has Done" by پتی اسمیث – جونیور (فیلم ۱۹۹۴) |
| جایزه گلدن گلوب بهترین فیلم غیر انگلیسی‌زبان | |
| فارینلی (فیلم) • بلژیک - بخور بنوش مرد زن • تایوان - ملکه مارگو • فرانسه - سه رنگ: قرمز • لهستان/سوئیس - برای زندگی (فیلم) • هنگ کنگ                                               | |

The following films received multiple nominations:
| Nominations | Title                       |
| ----------- | --------------------------- |
| ۷           | فارست گامپ                  |
| ۶           | داستان عامه‌پسند             |
| ۴           | چهار عروسی و یک تشییع جنازه |
| ۴           | افسانه‌های خزان              |
| ۴           | شیرشاه                      |
| ۴           | مسابقه تلویزیونی            |
| ۳           | اد وود (فیلم)               |
| ۳           | جونیور (فیلم ۱۹۹۴)          |
| ۳           | نل                          |
| ۲           | ماجراهای پریسیلا، ملکه صحرا |
| ۲           | مصاحبه با خون‌آشام (فیلم)    |
| ۲           | آماده پوشیدن                |
| ۲           | رستگاری در شاوشنک           |

The following films received multiple wins:
| Wins | Title         |
| ---- | ------------- |
| ۳    | Forrest Gump  |
| ۳    | The Lion King |

### Television
| Best Television Series | Best Television Series |
| Best Series – Drama | Best Series – Comedy or Musical |
| --- | --- |
| پرونده‌های ایکس - Chicago Hope - بخش فوریت‌های پزشکی (مجموعه تلویزیونی) - NYPD Blue - حصار چوبی                                                                       | Mad About You - فریژر - Grace Under Fire - بهبود خانه (مجموعه تلویزیونی) - ساینفلد |
| Best Lead Actor in a Television Series | |
| Best Actor – Drama Series | Best Lead Actor – Comedy or Musical Series |
| دنیس فرانز – NYPD Blue - مندی پتینکین – Chicago Hope - جیسون پریستلی – بورلی هیلز، ۹۰۲۱۰ - تام اسکریت – حصار چوبی - سم واترستون – نظم و قانون                       | تیم آلن – بهبود خانه (مجموعه تلویزیونی) - کلسی گرمر – فریژر - کریگ تی. نلسن – Coach - پل رایزر – Mad About You - جری ساینفلد – ساینفلد - گری شندلینگ – The Larry Sanders Show                                                                                     |
| Best Lead Actress in a Television Series | |
| Best Actress – Drama Series | Best Actress – Comedy or Musical Series |
| کلر دینز – به اصطلاح زندگی من - کتی بیکر – حصار چوبی - جین سیمور (بازیگر) – پزشک دهکده - آنجلا لنسبوری – Murder, She Wrote - هتر لاکلیر – Melrose Place             | هلن هانت – Mad About You - کندیس برگن – مورفی براون - برت باتلر (هنرپیشه زن) – Grace Under Fire - الن دی‌جنرس – Ellen - پاتریشا ریچاردسون – بهبود خانه (مجموعه تلویزیونی)                                                                                          |
| Best Supporting Performance – Series, Miniseries or a Television Film                                                                                               | |
| Best Supporting Actor – Series, Miniseries or Television Film | Best Supporting Actress – Series, Miniseries or Television Film |
| ادوارد جیمز آلموس – The Burning Season - جیسن الکساندر – ساینفلد - فایووش فینکل – حصار چوبی - دیوید هاید پیرس – فریژر - جان مالکوویچ – دل تاریکی (فیلم ۱۹۹۳)        | میراندا ریچاردسون – Fatherland - سونیا براگا – The Burning Season - تاین دالی – Christy - لورا لیتون – Melrose Place - جین لیوز – فریژر - جولیا لوئی درایفوس – ساینفلد - لاری میت کالف – روزان - لی تیلور-یانگ – حصار چوبی - لیز تورس – The John Larroquette Show |
| Best Actor – Miniseries or Television Film | Best Actress – Miniseries or Television Film |
| رائول خولیا – The Burning Season - آلن آلدا – White Mile - جیمز گارنر – Breathing Lessons - روتخر هاور – Fatherland - ساموئل ال. جکسون – در برابر دیوار (فیلم ۱۹۹۴) | جوآن وودوارد – Breathing Lessons - کرستی الی – David's Mother - آیرین بدارد – Lakota Woman: Siege at Wounded Knee - دایان کیتن – Amelia Earhart: The Final Flight - دایانا راس – Out of Darkness                                                                  |
| Best Miniseries or Television Film | |
| The Burning Season - Fatherland - The Return of the Native - Roswell - White Mile                                                                                   | |

The following programs received multiple nominations:
| Nominations | Title                         |
| ----------- | ----------------------------- |
| ۵           | حصار چوبی                     |
| ۴           | The Burning Season            |
| ۴           | فریژر                         |
| ۳           | Fatherland                    |
| ۳           | بهبود خانه (مجموعه تلویزیونی) |
| ۳           | Mad About You                 |
| ۳           | ساینفلد                       |
| ۲           | Breathing Lessons             |
| ۲           | Chicago Hope                  |
| ۲           | Grace Under Fire              |
| ۲           | Melrose Place                 |
| ۲           | NYPD Blue                     |
| ۲           | White Mile                    |

The following programs received multiple wins:
| Wins | Title              |
| ---- | ------------------ |
| ۳    | The Burning Season |

## Ceremony

### Presenters
- رابرت آلتمن
- رزانا آرکت
- ویکتور بورگه
- بری باستویک
- بو بریجز
- مارگارت چو
- جوآن کالینز
- بروس دیویسن
- ریچارد درایفس
- والریا گولینو
- لوئیس گوست، جونیور
- مریلو هنر
- چارلتون هستون
- لورن هالی
- سالی کلرمن
- جویی لورنس
- میشل لی
- دادلی مور
- گریگوری پک
- رزی پرز
- لو دایموند فیلیپس
- آیدان کوئین
- آنتونی کوئین
- اما سامس
- آرنولد شوارتزنگر
- ویلیام شاتنر
- سیبل شفرد
- ترنس استامپ
- شارون استون
- پاتریک سوویزی
- جاناتان تیلور توماس
- جنیفر تیلی
- ریپ تورن
- ژان-کلود ون دام
- سلا وارد
- میکلتی ویلیامسون
- مارا ویلسون
- الفری وودارد

### Cecil B. DeMille Award
The جایزه گلدن گلوب سیسیل بی. دمیل is an honorary Golden Globe Award bestowed for "outstanding contributions to the world of entertainment".
- سوفیا لورن

### "In Memoriam" segment
- برت لنکستر
- رائول خولیا
- هریت نلسن
- جان کندی (بازیگر)
- سزار رومرو
- مارتا ری
- بری سالیوان (هنرپیشه)
- جرج پپارد
- جوزف کاتن
- داینا شور
- کب کلووی
- تلی ساوالاس
- مکدونالد کری
- میلدرد ناتویک
- هنری مانچینی
- کلود ایکینز
- کامرون میچل (هنرپیشه)
- ویلیام کنراد
- ملینا مرکوری
- جسیکا تندی

## Awards breakdown
The following networks received multiple nominations:
| Nominations | Network                 |
| ----------- | ----------------------- |
| ۱۵          | سی‌بی‌اس                  |
| ۱۳          | ان‌بی‌سی                  |
| ۱۲          | شرکت پخش رسانه‌ای آمریکا |
| ۹           | اچ‌بی‌او                  |
| ۴           | شرکت پخش همگانی فاکس    |
| ۳           | ترنر نتورک              |

The following networks received multiple wins:
| Wins | Network |
| ---- | ------- |
| ۲    | HBO     |